# Krossá (Suður-Þingeyrarsýsla)
Krossá ist ein Zufluss des Skjálfandafljót im Nordosten Islands.

## Verlauf
Der Fluss strömt durch das isländische Hochland.
Dabei hat er seinen Ursprung auf der Hochlandebene Ódáðahraun. Er strömt ziemlich genau nach Norden und mündet noch auf dem Hochland als rechter Nebenfluss in den Skjálfandafljót.

## Krosságljúfur
Auf seinem Weg hat er sich eine etwa 90 Meter tiefe und einige Kilometer lange Schlucht mit dem Namen Krosságljúfur gegraben. Hyaloklastit und andere vulkanische Gesteine wechseln sich schichtweise in den Wänden der Schlucht ab.
Außerdem brüten Kurzschnabelgänse in der Schlucht.